# Marko Bajuk
Marko Bajuk, slovenski klasični filolog, zborovodja,  skladatelj in organizator šolstva, * 29. marec 1882, Drašiči, † 20. junij 1961, Mendoza, Argentina.
Klasično filologijo in glasbo je študiral na Dunaju. Po diplomi 1909 je bil gimnazijski profesor v Kranju in Ljubljani. Po končani vojni se je umaknil v emigracijo, v begunskem taborišču v Peggezu blizu Špitala ob Dravi v Avstriji je organiziral slovensko šolo in bil ravnatelj slovenske begunske gimnazije. Leta 1949 se je izselil v Argentino. 
Leta 1920 je ustanovil Pevsko zvezo, 1922 Društvo učiteljev glasbe in bil do 1939 njegov predsednik. Ustanovil in vodil je pevske zbore, zasnoval in bil urednik glasbenih glasil ter učbenikov za pouk petja in glasbe; uglasbil je več ljudskih in cerkvenih pesmi. Glasbeno je deloval tudi v Argentini. Izdal je več učbenikov in gimnazijskih beril za pouk latinščine. Skupaj z Milanom Grošljem je objavil komentarje del Salustija, Cicerona (1938) in 
Ovida (1939). Zbiral je tudi slovensko narodno blago ter preučeval in prirejal slovenske ljudske pesmi. Izdal je 5 zvezkov harmoniziranih slovenskih narodnih pesmi in dva zvezka z naslovom Odmevi naših gajev. Leta 1988 je v Buenos Airesu izšel njegov izbor slovenskih ljudskih pesmi Še bomo peli ... s članki o njegovem življenju.